# Mondpaca Esperantista Movado
Mondpaca Esperantista Movado (MEM, World Peace Esperantist Movement) était une association espéranto fondée en 1953 à Sankt Pölten, en Autriche, par Rudolf Burda (eo). Son objectif était « utiligi Esperanton serve al paco kaj reciproka kompreno inter la popoloj » (« utiliser l'espéranto pour servir la paix et la compréhension réciproque entre les peuples »)[réf. nécessaire]. Son magazine officiel était PACO. 
De 1959 à 1963, son vice-président était Eŭgeno Bokarev (eo). En 1983, il a commencé à collaborer avec l'Association mondiale d'espéranto (UEA). 
Pendant la guerre froide, le MEM a pu mener des activités officielles au nom de l'espéranto dans les pays du bloc de l'Est à condition qu'il soutienne leurs gouvernements communistes et le point de vue soviétique. 